# Catarata La Chinata
La Catarata La Chinata es el 64.º mayor salto de agua del mundo y 4.º de Perú, con 580 metros de caída, ubicado en el departamento de Amazonas, en Perú. Se encuentra en la ceja de selva del distrito de Cuispes.